# Кингстон, Уэнди
Уэ́нди Ки́нгстон (англ. Wendy Kingston; 27 июня 1981, Голд-Кост, Квинсленд, Австралия) — австралийская журналистка и телеведущая.

## Биография
Уэнди Кингстон родилась в 1981 году в Голд-Косте (штат Квинсленд, Австралия), но в настоящее время проживает в Северном Карл-Карле (штат Новый Южный Уэльс). В 1998 году она окончила «Somerset College», а в 2003 году — «Bond University», получив степень в области журналистики. 

## Карьера
Карьера Кингстон в СМИ началась в 2000 году, когда она начала работать в качестве репортёра и ведущей новостей на «ABC Radio Brisbane»  до перехода на «ABC Radio Rockhampton». 
В январе 2013 года Кингстон был назначена ведущий новостного шоу «Nine News», в котором она рассказывает и обсуждает новости спорта и шоу-бизнеса.

## Личная жизнь
Уэнди замужем за финансистом Дэвидом Томпсоном. У супругов есть трое детей: два сына, Джошуа Кингстон Томпсон (род. 12 апреля 2012) и Сэм Томпсон (род. 30 января 2014), и дочь — Мия Роуз Томпсон (род. 2 декабря 2015).